# River Oaks
River Oaks ist eine Stadt im Tarrant County im US-Bundesstaat Texas der Vereinigten Staaten. Das U.S. Census Bureau hat bei der Volkszählung 2020 eine Einwohnerzahl von 7.646 ermittelt.

## Geographie
Die Stadt liegt in der Nähe von Fort Worth, westlich des County-Zentrums und hat eine Gesamtfläche von 5,2 km².

## Geschichte
Aufschwung erlebte der Ort 1941, als die Regierung nahe der Stadt eine Fabrik zur Herstellung von B-24-Bombern beschloss woraus später die Carswell Air Force Base wurde. Von 1960 bis 1980 wuchs die Bevölkerung von 2000 auf über 8000 Einwohner. Durch Verkleinerung der Air Force Base sank die Einwohnerzahl in den Folgejahren wieder bis auf 6580 im Jahr 1990.

## Demografische Daten
Nach der Volkszählung im Jahr 2000 lebten in River Oaks 6985 Menschen in 2713 Haushalten und 1888 Familien. Die Bevölkerungsdichte betrug 1355 Einwohner pro Quadratkilometer. Ethnisch betrachtet setzte sich die Bevölkerung zusammen aus 84,84 Prozent Weißen, 0,40 Prozent Afroamerikanern, 0,69 Prozent amerikanischen Ureinwohnern, 0,77 Prozent Asiaten, 0,10 Prozent Bewohnern aus dem pazifischen Inselraum und 10,92 Prozent aus anderen ethnischen Gruppen; etwa 2,28 Prozent waren gemischter Abstammung. 27,23 Prozent der Bevölkerung waren spanischer oder lateinamerikanischer Abstammung.
Von den 2713 Haushalten hatten 33,2 Prozent Kinder unter 18 Jahre, die im Haushalt lebten. 51,3 Prozent davon waren verheiratete, zusammenlebende Paare. 13,3 Prozent waren allein erziehende Mütter und 30,4 Prozent waren keine Familien. 26,6 Prozent aller Haushalte waren Singlehaushalte und in 13,3 Prozent lebten Menschen, die 65 Jahre oder älter waren. Die Durchschnittshaushaltsgröße betrug 2,57 und die durchschnittliche Größe einer Familie belief sich auf 3,11 Personen.
27,0 Prozent der Bevölkerung waren unter 18 Jahre alt, 8,7 Prozent von 18 bis 24, 29,4 Prozent von 25 bis 44, 19,5 Prozent von 45 bis 64, und 15,4 Prozent die 65 Jahre oder älter waren. Das Durchschnittsalter war 36 Jahre. Auf 100 weibliche Personen aller Altersgruppen kamen 93,4 männliche Personen. Auf 100 Frauen im Alter von 18 Jahren und darüber kamen 88,9 Männer.
Das jährliche Durchschnittseinkommen eines Haushalts betrug 31.229 USD, das Durchschnittseinkommen einer Familie 36.396 USD. Männer hatten ein Durchschnittseinkommen von 31.086 USD gegenüber den Frauen mit 21.305 USD. Das Prokopfeinkommen betrug 16.610 USD. 11,7 Prozent der Bevölkerung und 9,8 Prozent der Familien lebten unterhalb der Armutsgrenze. Davon waren 17,1 Prozent Kinder und Jugendliche unter 18 Jahren und 10,9 Prozent waren 65 oder älter.